# Wyścig Pokoju 1953
VI Wyścig Pokoju (fr. Course de la Paix) odbył się w dniach 1–14 maja 1953 r. Tym razem ten wyścig kolarski organizowany przez redakcje: Trybuny Ludu, Rudého Práva oraz Neues Deutschland oraz związki kolarskie odpowiednio Polski, Czechosłowacji i NRD, wystartował z Bratysławy. Był to, na długie lata, jedyny taki wyjątek. Wyścig był nieco dłuższy niż poprzednia edycja i liczył 2239 km.
W klasyfikacji indywidualnej zwyciężył Duńczyk Christian Pedersen, a w klasyfikacji drużynowej po raz pierwszy w historii zespół NRD. Sędzią głównym wyścigu był Karel Tocl z Czechosłowacji.

## Lista startowa
W wyścigu wystartowało 93 kolarzy, spośród których zaledwie 38 dotarło do mety w Warszawie. Wpływ na to miały bardzo niesprzyjające warunki atmosferyczne panujące na części etapów. Kolarze ci byli członkami 16 zespołów. Po raz pierwszy w wyścigu udział wzięły reprezentacje Norwegii i Szwecji. W porównaniu z poprzednią edycją zabrakło kolarzy z Holandii i Włoch. Na starcie nie było również tryumfatora z poprzedniego roku Iana Steela, choć pojawiła się reprezentacja Wielkiej Brytanii. Reprezentacje Francji i Finlandii podobnie jak w latach poprzednich zostały wystawione przez robotnicze związki sportowe: francuski Fédération Sportive et Gymnique du Travail (FSGT) oraz fiński Työväenen Urheiluliitto (TUL).
| ANGLIA          | ANGLIA             | ANGLIA          | ANGLIA             | AUSTRIA                                       | AUSTRIA                                       | AUSTRIA                                       | AUSTRIA                                       |
| --------------- | ------------------ | --------------- | ------------------ | --------------------------------------------- | --------------------------------------------- | --------------------------------------------- | --------------------------------------------- |
| 1               | Bob Maitland       | 4               | Stanley Jones      | 55                                            | Franz Deutsch                                 | 58                                            | Walter Müller                                 |
| 2               | Gordon Thomas      | 5               | Alfred Newman      | 56                                            | Paul Fülöp                                    | 59                                            | Alfred Sitzwohl                               |
| 3               | Peter Proctor      | 6               | William Bellamy    | 57                                            | Herbert Gstaltner                             | 60                                            | Max Bulla                                     |
| BELGIA          | BELGIA             | BELGIA          | BELGIA             | RUMUNIA                                       | RUMUNIA                                       | RUMUNIA                                       | RUMUNIA                                       |
| 7               | Albert Eloot       | 10              | Louis van Schil    | 61                                            | Victor Georgescu                              | 64                                            | Nicolae Maxim                                 |
| 8               | Jacques Rebry      | 11              | Louis Ruwet        | 62                                            | Constantin Stănescu                           | 65                                            | Constantin Dumitrescu                         |
| 9               | Raymond Vanhoven   | 12              | Marcel Tréfois     | 63                                            | Nicolae Chicomban                             | 66                                            | Gheorghe Șandru                               |
| BUŁGARIA        | BUŁGARIA           | BUŁGARIA        | BUŁGARIA           | WOLNE TERYTORIUM TRIESTU (drużyna robotnicza) | WOLNE TERYTORIUM TRIESTU (drużyna robotnicza) | WOLNE TERYTORIUM TRIESTU (drużyna robotnicza) | WOLNE TERYTORIUM TRIESTU (drużyna robotnicza) |
| 13              | Ilija Wełczew      | 16              | Janko Ognensky     | 67                                            | Sante Orso                                    | 70                                            | Enrico Sossi                                  |
| 14              | Bojan Kocew        | 17              | Cwetan Basew       | 68                                            | Rinaldo Vrabez                                | 71                                            | Giordano Dreossi                              |
| 15              | Dimityr Kolew      | 18              | Christo Iliew      | 69                                            | Enrico Di Luciano                             | 72                                            | Giuseppe Mosetti                              |
| DANIA           | DANIA              | DANIA           | DANIA              | NIEMIECKA REPUBLIKA DEMOKRATYCZNA             | NIEMIECKA REPUBLIKA DEMOKRATYCZNA             | NIEMIECKA REPUBLIKA DEMOKRATYCZNA             | NIEMIECKA REPUBLIKA DEMOKRATYCZNA             |
| 19              | Kaj Allan Olsen    | 22              | Max Jørgensen      | 73                                            | Erich Schulz                                  | 76                                            | Lothar Meister I                              |
| 20              | Hans Andresen      | 23              | Wedell Østergaard  | 74                                            | Bernhard Trefflich                            | 77                                            | Erich Zawadski                                |
| 21              | Christian Pedersen | 24              | Finn Thygesen      | 75                                            | Gustav-Adolf Schur                            | 78                                            | Paul Dinter                                   |
| FINLANDIA (TUL) | FINLANDIA (TUL)    | FINLANDIA (TUL) | FINLANDIA (TUL)    | POLSKA                                        | POLSKA                                        | POLSKA                                        | POLSKA                                        |
| 25              | Veikko Kasslin     | 28              | Reino Ranta        | 79                                            | Mieczysław Wilczewski                         | 82                                            | Władysław Klabiński                           |
| 26              | Veikko Haaga       | 29              | Kari Lehto         | 80                                            | Henryk Hadasik                                | 83                                            | Wacław Wójcik                                 |
| 27              | Aimo Jokinen       | 30              | Kyösti Mondolin    | 81                                            | Stanisław Królak                              | 84                                            | Mieczysław Ulik                               |
| FRANCJA (FSGT)  | FRANCJA (FSGT)     | FRANCJA (FSGT)  | FRANCJA (FSGT)     | CZECHOSŁOWACJA                                | CZECHOSŁOWACJA                                | CZECHOSŁOWACJA                                | CZECHOSŁOWACJA                                |
| 31              | Gabriel Audemard   | 34              | Charles Pedergnana | 85                                            | Jan Kubr                                      | 88                                            | Karel Nesl                                    |
| 32              | Georges Berthelot  | 35              | Christian Radigon  | 86                                            | Jan Kněžourek                                 | 89                                            | Vlastimil Růžička                             |
| 33              | Fernand Fillette   | 36              | Roger Sabatier     | 87                                            | Miroslav Malek                                | 90                                            | Karel Kuneš                                   |
| WĘGRY           | WĘGRY              | WĘGRY           | WĘGRY              | POLONIA FRANCUSKA                             | POLONIA FRANCUSKA                             | POLONIA FRANCUSKA                             | POLONIA FRANCUSKA                             |
| 43              | Béla Bartusek      | 46              | József Kiss-Dala   | 91                                            | Piotr Radowicz                                | 94                                            | Jan Wyszyński                                 |
| 44              | Imre Ripp          | 47              | Mihály Mayer       | 92                                            | Edmund Sikora                                 | 95                                            | Wacław Chraplak                               |
| 45              | Lajos Szabó        | 48              | Lajos Sipos        | 93                                            | Aleksander Pawlisiak                          | 96                                            | Jan Kuźnicki                                  |
| NORWEGIA        | NORWEGIA           | NORWEGIA        | NORWEGIA           | SZWECJA                                       | SZWECJA                                       | SZWECJA                                       | SZWECJA                                       |
| 49              | Wilhelm Trygg      | 52              | Roald Hammerstad   | 97                                            | … Ikarson                                     |                                               |                                               |
| 50              | Aage Kjelstrup     | 53              | Aulid Andersen     | 98                                            | … Bäckman                                     |                                               |                                               |
| 51              | Erling Kristiansen | 54              | Eulind Holgersen   | 99                                            | … Gransten                                    |                                               |                                               |

## Trasa wyścigu
6. edycja Wyścigu Pokoju, była najdłuższą z dotychczasowych. Liczyła 2239 km podzielonych na dwanaście etapów. Start po raz pierwszy w historii odbył się w Bratysławie, później przez Pragę i Berlin kolarze dojechali do mety wyścigu w Warszawie. Pierwsze cztery etapy prowadziły przez terytorium Czechosłowacji. Później po dniu przerwy kolejne cztery etapy rozegrano w NRD i po kolejnym dniu przerwy ostatnie cztery etapy w Polsce. Najdłuższym etapem był etap ósmy z Berlina do Görlitz liczący 226 km. Niewiele krótszy był również drugi etap z Brna do Pragi liczący 224 km. Najkrótszym etapem był ten ostatni rozgrywany na trasie z Łodzi do Warszawy – liczył 139 km.

## Przebieg wyścigu
Rywalizację w 6. edycji Wyścigu Pokoju można podzielić na trzy części. Każda z nich przebiegała przez terytorium innego państwa i każda miała cztery etapy. Pierwsza część rozgrywana na czeskich „kopcach” miała codziennie innego lidera. Z bardzo dobrej strony pokazali się Duńczycy, których liderem był Christian Pedersen. Na koniec tej część to właśnie on założył żółtą koszulkę lidera wyścigu, a jego koledzy z drużyny prowadzili w klasyfikacji drużynowej.
Część druga rozgrywana na szosach NRD charakteryzowała się fatalną pogodą, która miała znaczący wpływ na przebieg rywalizacji. Najgorsze wydarzyło się na najdłuższym etapie z Berlina do Görlitz, na którym fatalna pogoda przetrzebiła peleton. Na pozycji lidera miejscami zamieniają się Duńczycy Pedersen i Hans Andresen, ale ponownie na jej zakończenie w żółtej koszulce jechał Pedersen. Równie drużynowymi liderami nadal był jego zespół.
Trzecia część to ponowna odmiana pogody, która znacznie się poprawiła. Wszystkie etapy rozgrywane w Polsce wygrali Polacy (jeden z nich był członkiem drużyny Polonii Francuskiej). Reprezentacja Polski walczyła o to, aby w ogóle być klasyfikowaną jako drużyna, gdyż po problemach w pierwszych dwóch częściach jechało już tylko trzech Polaków (do klasyfikacji drużynowej liczyły się czas trzech kolarzy). Tymczasem w walce o zwycięstwo indywidualne w wyścigu liczyli się tylko Duńczycy, których próbował jeszcze naciskać Gustav-Adolf Schur z NRD. Ostatecznie zwycięzcą wyścigu został Pedersen. Ciekawsza była walka o tryumf w klasyfikacji drużynowej. Reprezentacja NRD mocno atakowała pozycję Duńczyków i ostatecznie wyszła z tej walki zwycięsko.

## Etapy

### I etap (1 maja 1953),Bratysława–Brno(170 km)
Pierwszy etap 6. edycji Wyścigu Pokoju to było rozpoznawanie sił poszczególnych zespołów i kolarzy. Ostatecznie etap wygrał Belg Albert Eloot, który odskoczył nieznacznie od porozrywanego peletonu i na mecie osiągnął przewagę jedenastu sekund nad drugim kolarzem. Został też pierwszym liderem wyścigu. W klasyfikacji drużynowej prowadzenie objęli Brytyjczycy, których trzech zajęło miejsca w pierwszej dziesiątce. Z Polaków z dobrej strony pokazał się jedynie Henryk Hadasik, który zajął czwarte miejsce. Pozostali Polacy zaczęli wyścig słabo i zajęli odległe pozycje.
| Lp. | Zawodnik           | Czas/strata |
| --- | ------------------ | ----------- |
| 1.  | Albert Eloot       | 4:25,26     |
| 2.  | Bob Maitland       | +0,11       |
| 3.  | Christian Pedersen | +0,12       |
| 4.  | Henryk Hadasik     | +0,13       |
| 5.  | Louis van Schil    | +0,14       |
| 6.  | Peter Proctor      | +0,19       |
| 7.  | Bernhard Trefflich | +0,20       |
| 8.  | Alfred Newman      | +0,24       |
| 9.  | Wilhelm Trygg      | +0,33       |
| 9.  | Gustav-Adolf Schur | +0,33       |

### II etap (2 maja 1953), Brno –Praga(224 km)
Drugi etap 6. edycji Wyścigu Pokoju był jednocześnie jej drugim najdłuższym etapem. Na metę dojechała czteroosobowa ucieczka, w której było dwóch Duńczyków Christian Pedersen oraz Hans Andresen, Austriak Franz Deutsch i Brytyjczyk Bob Maitland. Na finiszu wygrał Pedersen, a cała czwórka osiągnęła przewagę blisko siedmiu minut nad kolejnymi kolarzami. Dzięki temu liderem wyścigu został zwycięzca etapu Pedersen, a Duńczycy przejęli niebieskie koszulki liderów klasyfikacji drużynowej. Najlepszy z Polaków Wacław Wójcik zajął siódme miejsce ze stratą ponad siedmiu minut do zwycięzcy.
| Lp. | Zawodnik           | Czas/strata |
| --- | ------------------ | ----------- |
| 1.  | Christian Pedersen | 6:09,27     |
| 2.  | Bob Maitland       | +0,00       |
| 2.  | Hans Andresen      | +0,00       |
| 2.  | Franz Deutsch      | +0,00       |
| 5.  | Erich Schulz       | +6,50       |
| 6.  | Louis van Schil    | +6,58       |
| 7.  | Wacław Wójcik      | +7,08       |
| 7.  | Christian Radigon  | +7,08       |
| 7.  | Albert Eloot       | +7,08       |
| 7.  | Peter Proctor      | +7,08       |

### III etap (3 maja 1953), Praga –Karlowe Wary(173 km)
Na trzecim etapie podobnie, jak na poprzednim do mety dojechała ucieczka. Tym razem znalazło się w niej ośmiu kolarzy. Etapowym zwycięzcą i nowym liderem wyścigu został Austriak Franz Deutsch. Tym razem słabiej pojechali Duńczycy, którzy stracili na rzecz Brytyjczyków prowadzenie w klasyfikacji drużynowej. Przyzwoicie spisali się Polacy Władysław Klabiński (jechał w ucieczce i ukończył etap z minimalną stratą do zwycięzcy) i Wacław Wójcik (przyjechał na dziewiątym miejscu ze stratą nieco ponad półtorej minuty). Niestety pecha miał Henryk Hadasik, który uczestniczył w kraksie i musiał wycofać się z wyścigu.
| Lp. | Zawodnik            | Czas/strata |
| --- | ------------------- | ----------- |
| 1.  | Franz Deutsch       | 4:46,19     |
| 2.  | Louis van Schil     | +0,00       |
| 2.  | Nicolae Maxim       | +0,00       |
| 2.  | Bernhard Trefflich  | +0,00       |
| 2.  | Miroslav Malek      | +0,00       |
| 2.  | Jan Kněžourek       | +0,00       |
| 7.  | Władysław Klabiński | +0,06       |
| 7.  | Roger Sabatier      | +0,06       |
| 9.  | Wacław Wójcik       | +1,39       |
| 10. | Bob Maitland        | +5,29       |
| 10. | Albert Eloot        | +5,29       |

### IV etap (4 maja 1953), Karlowe Wary –Děčín(160 km)
Czwarty etap 6. edycji Wyścigu Pokoju kończył czechosłowacką część wyścigu. Zakończył się on podobnie do dwóch poprzednich. Na metę dojechała trzyosobowa ucieczka, w której było dwóch Duńczyków (podobnie jak na drugim etapie byli to Hans Andresen i Christian Pedersen) oraz reprezentant gospodarzy Vlastimil Růžička, który wygrał ten etap (było to już jego dziewiąte zwycięstwo etapowe). Liderem wyścigu został ponownie Pedersen. Za trójką, która jako pierwsza dojechała do mety etap ukończyła, ze stratą blisko czterech minut, kolejna trzyosobowa grupka, a ponad minutę później główna grupa. Dzięki temu, że w pierwszej trójce było dwóch Duńczyków, reprezentacja tego kraju wróciła na pozycję lidera klasyfikacji drużynowej.
| Lp. | Zawodnik             | Czas/strata |
| --- | -------------------- | ----------- |
| 1.  | Vlastimil Růžička    | 4:22,07     |
| 2.  | Hans Andresen        | +0,00       |
| 2.  | Christian Pedersen   | +0,00       |
| 4.  | Albert Eloot         | +3,56       |
| 4.  | Gustav-Adolf Schur   | +3,56       |
| 4.  | Wilhelm Trygg        | +3,56       |
| 7.  | Aleksander Pawlisiak | +5,15       |
| 7.  | Fernand Fillette     | +5,15       |
| 7.  | Wacław Chraplak      | +5,15       |
| 10. | Max Jørgensen        | +5,15       |
| 10. | Miroslav Malek       | +5,15       |
| 10. | Karel Nesl           | +5,15       |
| 10. | Christian Radigon    | +5,15       |

### V etap (6 maja 1953),Bad Schandau–Karl-Marx-Stadt(195 km)
Po dniu przerwy piąty etap rozpoczął rywalizację kolarzy na terenie NRD. Zmieniła się pogoda, jazdę kolarzom utrudniał zimny deszcz i lodowaty wiatr. Na skutek takich warunków peleton rozpadł się na wiele grupek. Zwycięzcą tego trudnego etapu został Bułgar Bojan Kocew, który wyprzedził o około pół minuty kolejną grupkę kolarzy. Żółtą koszulkę lidera wyścigu utrzymał Duńczyk Christian Pedersen. Również drużynowo reprezentanci tego kraju utrzymali prowadzenie. Dla polskich kolarzy był to bardzo nieudany etap i wszyscy ponieśli duże starty. Najlepszy z nich Stanisław Królak był 36. ze stratą ponad dwudziestu sześciu minut. W klasyfikacji drużynowej reprezentacja Polski straciła do zwycięskich Duńczyków dwie godziny.
| Lp. | Zawodnik           | Czas/strata |
| --- | ------------------ | ----------- |
| 1.  | Bojan Kocew        | 6:16,38     |
| 2.  | Lothar Meister I   | +0,24       |
| 3.  | Wedell Østergaard  | +0,24       |
| 4.  | Vlastimil Růžička  | +0,25       |
| 5.  | Dimityr Kolew      | +0,28       |
| 6.  | Gustav-Adolf Schur | +0,35       |
| 7.  | Hans Andresen      | +0,46       |
| 8.  | Albert Eloot       | +1,51       |
| 9.  | Louis Ruwet        | +4,16       |
| 10. | József Kiss-Dala   | +4,16       |

### VI etap (7 maja 1953), Karl-Marx-Stadt –Lipsk(187 km)
Na szóstym etapie pogoda również nie dopisała kolarzom. Nadal padał deszcz i wiał silny wiatr. Jednak tym razem peleton nie podzielił się aż tak bardzo jak na poprzednim etapie. Do mety w Lipsku jako pierwsi dojechali dwaj kolarze: reprezentant Czechosłowacji Miroslav Malek i jadący kolejny już raz w czołówce Duńczyk Hans Andresen. Ostatecznie Malek wygrał etap, a Andresen zdobył żółtą koszulkę lidera wyścigu. Trzecie miejsce na tym etapie zajął Gustav-Adolf Schur z NRD, który stracił do zwycięzcy nieco ponad minutę. Za nim do mety dojechał jeszcze samotnie Belg Jacques Rebry, a później już peleton, który zanotował blisko pięć minut straty do zwycięzcy etapu. Trudów wyścigu nie wytrzymali Wacław Wójcik i Mieczysław Ulik, którzy wycofali się z wyścigu. To spowodowało, że na kolejnych etapach reprezentacja Polski jechała w najmniejszym dopuszczalnym, trzyosobowym, składzie. Drużynowymi liderami wyścigu pozostali Duńczycy.
| Lp. | Zawodnik             | Czas/strata |
| --- | -------------------- | ----------- |
| 1.  | Miroslav Malek       | 5:58,32     |
| 2.  | Hans Andresen        | +0,00       |
| 3.  | Gustav-Adolf Schur   | +1,06       |
| 4.  | Jacques Rebry        | +3,20       |
| 5.  | Max Jørgensen        | +4,43       |
| 6.  | Louis Ruwet          | +4,43       |
| 7.  | Alfred Sitzwohl      | +4,43       |
| 8.  | Paul Dinter          | +4,43       |
| 9.  | Aleksander Pawlisiak | +4,43       |
| 10. | Wilhelm Trygg        | +4,43       |

### VII etap (8 maja 1953), Lipsk –Berlin(199 km)
Na siódmym etapie nieco polepszyła się pogoda. Mimo to peleton podzielił się na mniejsze grupki. Do mety jako pierwsza dojechała ośmioosobowa grupa, w której znaleźli się kolarze, którzy byli faworytami do wygrania wyścigu. Było więc dwóch Duńczyków – aktualny lider Hans Andresen i Christian Pedersen, oraz podążających za nimi jak cienie dwóch reprezentantów NRD – Gustav-Adolf Schur i Lothar Meister, a także Austriak Franz Deutsch i Czechosłowak Vlastimil Růžička, oraz dwóch Polaków choć reprezentujących różne zespoły – Stanisław Królak (Polska) i Aleksander Pawlisiak (Polonia francuska). Na mecie we wschodnim Berlinie najszybszy okazał się lider wyścigu Andresen, który umocnił się na prowadzeniu w klasyfikacji generalnej wyścigu. Również reprezentacja Danii powiększyła swoją przewagę nad kolejnymi zespołami w klasyfikacji drużynowej.
| Lp. | Zawodnik              | Czas/strata |
| --- | --------------------- | ----------- |
| 1.  | Hans Andresen         | 5:41,11     |
| 2.  | Aleksander Pawlisiak  | +0,00       |
| 3.  | Vlastimil Růžička     | +0,00       |
| 4.  | Franz Deutsch         | +0,00       |
| 5.  | Stanisław Królak      | +0,00       |
| 6.  | Gustav-Adolf Schur    | +0,00       |
| 7.  | Lothar Meister I      | +0,00       |
| 8.  | Christian Pedersen    | +0,00       |
| 9.  | Gordon Thomas         | +4,41       |
| 10. | Mieczysław Wilczewski | +4,41       |

### VIII etap (9 maja 1953), Berlin –Görlitz(226 km)
Ósmy, najdłuższy etap 6. edycji Wyścigu Pokoju miał niesamowity przebieg. Od startu kolarze zmagali się ze skrajnie niekorzystną pogodą – lejącym deszczem, padającym gradem i momentami śniegiem. Na długiej 226 kilometrowej trasie wiejący lodowaty wiatr i zadymka śnieżna zdziesiątkowały peleton. W tych niezwykłych warunkach do mety jako pierwsza dojeżdża sześcioosobowa grupka, w której jechało w sumie czterech Polaków – Stanisław Królak i Mieczysław Wilczewski z reprezentacji Polski oraz Aleksander Pawlisiak i Piotr Radowicz z zespołu Polonii francuskiej. Poza nimi był jeszcze Brytyjczyk Stanley Jones i reprezentant NRD Bernhard Trefflich. Po walce na finiszu wygrał reprezentant gospodarzy Trefflich. Sześć minut za nimi przyjechało kolejnych trzech kolarzy, wśród których był Duńczyk Christian Pedersen, który dzięki temu zdobył żółtą koszulkę lidera wyścigu. W klasyfikacji drużynowej bez zmian na czele Duńczycy.
Dramatyczne chwile na trasie przeżywał trzeci z reprezentantów Polski Władysław Klabiński, który chciał się wycofać. Jednak nie zgodził się na to trener i szefostwo polskiej ekipy, gdyż w tym przypadku reprezentacja Polski nie byłaby klasyfikowana w zestawieniu drużynowym. Wobec tego Klabiński zmuszony jechać dalej, pod opieką łącznika motocyklowego Michała Korsaka Zaleskiego, zatrzymując się po drodze w przydrożnych zagrodach, gdzie pił kawę ukończył etap ze stratą godziny i dwudziestu sześciu minut do zwycięzcy.
| Lp. | Zawodnik              | Czas/strata |
| --- | --------------------- | ----------- |
| 1.  | Bernhard Trefflich    | 5:55,37     |
| 2.  | Aleksander Pawlisiak  | +0,00       |
| 3.  | Stanley Jones         | +0,02       |
| 4.  | Stanisław Królak      | +0,04       |
| 5.  | Piotr Radowicz        | +0,06       |
| 6.  | Mieczysław Wilczewski | +0,11       |
| 7.  | Christian Pedersen    | +6,02       |
| 8.  | Alfred Sitzwohl       | +6,05       |
| 9.  | Gordon Thomas         | +6,12       |
| 10. | Nicolae Maxim         | +7,27       |

### IX etap (11 maja 1953),Zgorzelec–Wrocław(162 km)
Po dniu przerwy i odpoczynku po trudach poprzedniego etapu kolarze wyruszyli do ścigania się na dziewiątym etapie. Poprawiła się pogoda. Przestał padać deszcz i zrobiło się cieplej. Na pierwszym polskim etapie tej edycji Wyścigu Pokoju z bardzo dobrej strony pokazali się reprezentanci Polski. Cała jadąca jeszcze w wyścigu trójka kolarzy znalazła się w pierwszej piątce kolarzy sklasyfikowanych na tym etapie. Swoje pierwsze etapowe zwycięstwo w Wyścigu Pokoju odniósł Stanisław Królak, który samotnie minął linię mety. Prawie pół minuty później na metę wpadła trójka kolarzy: Duńczyk Max Jørgensen, niezmordowany Austriak Franz Deutsch i Władysław Klabiński. Po kolejnych trzech minutach na mecie pojawił się kolejny Polak Mieczysław Wilczewski. Dopiero dwie minuty później metę etapu minął lider wyścigu Christian Pedersen z Danii. W klasyfikacji drużynowej nadal na czele utrzymali się Duńczycy.
| Lp. | Zawodnik              | Czas/strata |
| --- | --------------------- | ----------- |
| 1.  | Stanisław Królak      | 4:15,47     |
| 2.  | Max Jørgensen         | +0,26       |
| 3.  | Franz Deutsch         | +0,26       |
| 4.  | Władysław Klabiński   | +0,26       |
| 5.  | Mieczysław Wilczewski | +3,44       |
| 6.  | Aleksander Pawlisiak  | +5,46       |
| 7.  | Hans Andresen         | +5,46       |
| 8.  | Bernhard Trefflich    | +5,46       |
| 9.  | Christian Pedersen    | +5,46       |
| 10. | Alfred Sitzwohl       | +5,46       |

### X etap (12 maja 1953), Wrocław –Chorzów(198 km)
Dziesiąty etap ponownie zakończył się zwycięstwem Polaka. Tym razem był to Mieczysław Wilczewski, który do mety dojechał z innym Polakiem Wacławem Chraplakiem, jadącym w barwach Polonii francuskiej. Na trzecim miejscu ze stratą pół minuty do zwycięzcy przyjechał Stanisław Królak. Był to kolejny udany etap dla polskich kolarzy. Niewiele mniej powodów do satysfakcji mieli kolarze NRD Bernhard Trefflich i Gustav-Adolf Schur, którzy przyjechali na kolejnych miejscach, dzięki czemu reprezentacja NRD odrobiła na tym etapie ponad dwadzieścia minut do prowadzących w klasyfikacji drużynowej Duńczyków i zyskała szansę na zwycięstwo drużynowe. Liderem wyścigu pozostał Christian Pedersen, mimo iż poniósł znaczne straty do zwycięzców.
| Lp. | Zawodnik              | Czas/strata |
| --- | --------------------- | ----------- |
| 1.  | Mieczysław Wilczewski | 5:05,51     |
| 2.  | Wacław Chraplak       | +0,00       |
| 3.  | Stanisław Królak      | +0,29       |
| 4.  | Bernhard Trefflich    | +0,31       |
| 5.  | Gustav-Adolf Schur    | +0,33       |
| 6.  | Aleksander Pawlisiak  | +2,31       |
| 7.  | Hans Andresen         | +9,24       |
| 8.  | Jan Wyszyński         | +9,25       |
| 9.  | Vlastimil Růžička     | +11,55      |
| 10. | Miroslav Malek        | +11,55      |

### XI etap (13 maja 1953),Stalinogród–Łódź(206 km)
Jedenasty etap 6. edycji Wyścigu Pokoju był kolejnym etapem wygranym przez Polaka. Tym razem był to reprezentujący Polonię francuską Aleksander Pawlisiak, który wyprzedził nieznacznie dwóch innych uczestników ucieczki Vlastimila Růžičkę z Czechosłowacji i wielkiego pechowca tego etapu Stanisława Królaka, który jako pierwszy zbliżał się do mety, gdy przewrócił się na bieżni stadionu w Łodzi. Na skutek tego upadku ukończył etap na trzeciej pozycji biegnąc do mety z rowerem na ramieniu. Lider wyścigu Duńczyk Christian Pedersen wspierany przez kolegę z reprezentacji Hansa Andresena ukończył etap w pierwszej dziesiątce ze stratą czterech i pół minuty do zwycięzcy i utrzymał swoją pozycję w klasyfikacji generalnej. Jednak pomimo tego, że dwóch kolarzy znalazło się w pierwszej dziesiątce nie udało się Duńczykom utrzymać prowadzenia w klasyfikacji drużynowej. Zostali wyprzedzeni przez zespół NRD.
| Lp. | Zawodnik             | Czas/strata |
| --- | -------------------- | ----------- |
| 1.  | Aleksander Pawlisiak | 5:31,16     |
| 2.  | Vlastimil Růžička    | +0,09       |
| 3.  | Stanisław Królak     | +0,09       |
| 4.  | Christian Radigon    | +0,12       |
| 5.  | Louis van Schil      | +0,23       |
| 6.  | Lothar Meister I     | +0,24       |
| 7.  | Piotr Radowicz       | +0,32       |
| 8.  | Jan Wyszyński        | +4,27       |
| 9.  | Hans Andresen        | +4,33       |
| 10. | Christian Pedersen   | +4,33       |

### XII etap (14 maja 1953), Łódź –Warszawa(139 km)
Ostatni, dwunasty etap 6. edycji Wyścigu Pokoju, był zarazem etapem najkrótszym. W klasyfikacji indywidualnej wszystko było już jasne, gdyż przewaga lidera Christiana Pedersena nad trzecim Gustavem-Adolfem Schurem była znaczna (drugie miejsce zajmował kolega Pedersena z drużyny Danii Hans Andresen). W klasyfikacji drużynowej reprezentacja NRD musiała jedynie pilnować swojej przewagi nad Duńczykami. Ostatecznie o zwycięstwo etapowe na mecie w Warszawie walczyło trzech kolarzy Polak Stanisław Królak, Bułgar Bojan Kocew i reprezentant Czechosłowacji Karel Kuneš. Zwycięsko z tej rywalizacji wyszedł Królak, który jako jedyny w tej edycji wygrał dwa etapy. Główna grupa dojechała do mety nieco ponad dwadzieścia sekund za zwycięzcą. W klasyfikacji indywidualne i drużynowej nic się już nie zmieniło. Zwycięzcą wyścigu został Duńczyk Christian Pedersen, drugie miejsce zajął jego rodak Hans Andresen, a trzeci był reprezentant NRD Gustav-Adolf Schur. Najlepszy z Polaków Stanisław Królak zajął ósme miejsce. W klasyfikacji drużynowej zwyciężył zespół NRD, przed Danią i Polonią Francuską. Reprezentacja Polski zajęła 6. miejsce z olbrzymią stratą blisko trzech godzin i dwudziestu minut do tryumfatorów.
| Lp. | Zawodnik              | Czas/strata |
| --- | --------------------- | ----------- |
| 1.  | Stanisław Królak      | 3:22,39     |
| 2.  | Karel Kuneš           | +0,02       |
| 3.  | Bojan Kocew           | +0,04       |
| 4.  | Mieczysław Wilczewski | +0,14       |
| 5.  | Fernand Fillette      | +0,22       |
| 6.  | Vlastimil Růžička     | +0,23       |
| 7.  | Christian Pedersen    | +0,24       |
| 8.  | Finn Thygesen         | +0,25       |
| 9.  | Aleksander Pawlisiak  | +0,26       |
| 10. | Władysław Klabiński   | +0,26       |

### Etapy podsumowanie
| Etap      | Data    | Start – meta                   | Długość (km) | Zwycięzca etapu       | Czas      | Lider wyścigu      | Lider klasyfikacji drużynowej |
| I etap    | 1 maja  | Bratysława – Brno              | 170 km       | Albert Eloot          | 4h 25'26" | Albert Eloot       | Wielka Brytania               |
| II etap   | 2 maja  | Brno – Praga                   | 224 km       | Christian Pedersen    | 6h 09'27" | Christian Pedersen | Dania                         |
| III etap  | 3 maja  | Praga – Karlowe Wary           | 173 km       | Franz Deutsch         | 4h 46'19" | Franz Deutsch      | Wielka Brytania               |
| IV etap   | 4 maja  | Karlowe Wary – Děčín           | 160 km       | Vlastimil Růžička     | 4h 22'07" | Christian Pedersen | Dania                         |
| V etap    | 6 maja  | Bad Schandau – Karl-Marx-Stadt | 195 km       | Bojan Kocew           | 6h 16'38" | Christian Pedersen | Dania                         |
| VI etap   | 7 maja  | Karl-Marx-Stadt – Lipsk        | 187 km       | Miroslav Malek        | 5h 58'32" | Hans Andresen      | Dania                         |
| VII etap  | 8 maja  | Lipsk – Berlin                 | 199 km       | Hans Andresen         | 5h 41'11" | Hans Andresen      | Dania                         |
| VIII etap | 9 maja  | Berlin – Görlitz               | 226 km       | Bernhard Trefflich    | 5h 55'37" | Christian Pedersen | Dania                         |
| IX etap   | 11 maja | Zgorzelec – Wrocław            | 162 km       | Stanisław Królak      | 4h 15'47" | Christian Pedersen | Dania                         |
| X etap    | 12 maja | Wrocław – Chorzów              | 198 km       | Mieczysław Wilczewski | 5h 05'51" | Christian Pedersen | Dania                         |
| XI etap   | 13 maja | Stalinogród – Łódź             | 206 km       | Aleksander Pawlisiak  | 5h 31'16" | Christian Pedersen | NRD                           |
| XII etap  | 14 maja | Łódź – Warszawa                | 139 km       | Stanisław Królak      | 3h 22'39" | Christian Pedersen | NRD                           |

## Klasyfikacja indywidualna
Koszulka żółta
| Lp. | Zawodnik              | Czas/strata | Lp. | Zawodnik              | Czas/strata |
| --- | --------------------- | ----------- | --- | --------------------- | ----------- |
| 1.  | Christian Pedersen    | 62:41,12    | 20. | Ilija Wełczew         | +1:09,14    |
| 2.  | Hans Andresen         | +2,45       | 21. | Piotr Radowicz        | +1:10,11    |
| 3.  | Gustav-Adolf Schur    | +5,15       | 22. | Alfred Sitzwohl       | +1:14,17    |
| 4.  | Bernhard Trefflich    | +7,50       | 23. | Miroslav Malek        | +1:15,12    |
| 5.  | Aleksander Pawlisiak  | +11,33      | 24. | Wacław Chraplak       | +1:16,59    |
| 6.  | Franz Deutsch         | +18,35      | 25. | Jan Wyszyński         | +1:17,25    |
| 7.  | Louis van Schil       | +18,38      | 26. | Fernand Filette       | +1:22,25    |
| 8.  | Stanisław Królak      | +25,21      | 27. | Karel Kuneš           | +1:52,33    |
| 9.  | Christian Radigon     | +28,29      | 28. | Paul Dinter           | +2:13,32    |
| 10. | Bojan Kocew           | +28,44      | 29. | Paul Fülöp            | +2:32,28    |
| 11. | Mieczysław Wilczewski | +36,14      | 30. | Charles Pedergnana    | +3:13,24    |
| 12. | Lothar Meister I      | +39,58      | 31. | Sante Orso            | +3:18,49    |
| 13. | Finn Thygesen         | +41,33      | 32. | Constantin Dumitrescu | +3:28,55    |
| 14. | Jacques Rebry         | +52,56      | 33. | Janko Ognensky        | +3:49,54    |
| 15. | Stanley Jones         | +58,56      | 34. | Nicolae Maxim         | +3:54,28    |
| 16. | Gordon Thomas         | +59,10      | 35. | Władysław Klabiński   | +3:59,05    |
| 17. | Karel Nesl            | +1:04,19    | 36. | Cwetan Basew          | +6:14,12    |
| 18. | Dimityr Kolew         | +1:05,12    | 37. | Gheorghe Șandru       | +6:28,14    |
| 19. | Vlastimil Růžička     | +1:05,20    | 38. | Max Bulla             | +12:45,29   |

## Klasyfikacja drużynowa
Koszulka błękitna.
Na wynik składa się rzeczywista suma czasów – bez bonifikat – trzech pierwszych zawodników drużyny na każdym etapie.
| Lp. | Drużyna                           | Czas/strata | Lp. | Drużyna                  | Czas/strata     |
| --- | --------------------------------- | ----------- | --- | ------------------------ | --------------- |
| 1.  | Niemiecka Republika Demokratyczna | 188:14,15   | 9.  | Rumunia                  | +12:35,04       |
| 2.  | Dania                             | +2,41       |     | Anglia                   | zdekompletowana |
| 3.  | Polonia francuska                 | +18,56      |     | Belgia                   | zdekompletowana |
| 4.  | Czechosłowacja                    | +1:32,43    |     | Finlandia                | zdekompletowana |
| 5.  | Bułgaria                          | +1:46,43    |     | Norwegia                 | zdekompletowana |
| 6.  | Polska                            | +3:19,11    |     | Szwecja                  | zdekompletowana |
| 7.  | Austria                           | +3:53,44    |     | Węgry                    | zdekompletowane |
| 8.  | Francja                           | +4:14,49    |     | Wolne Terytorium Triestu | zdekompletowane |